# Børglum (parochie)
Børglum is een parochie van de Deense Volkskerk in de Deense gemeente Hjørring. De parochie maakt deel uit van het bisdom Aalborg en telt 790 kerkleden op een bevolking van 870 (2004). Historisch hoorde de parochie tot de herred Børglum. In 1970 werd de parochie deel van de gemeente Hjørring.

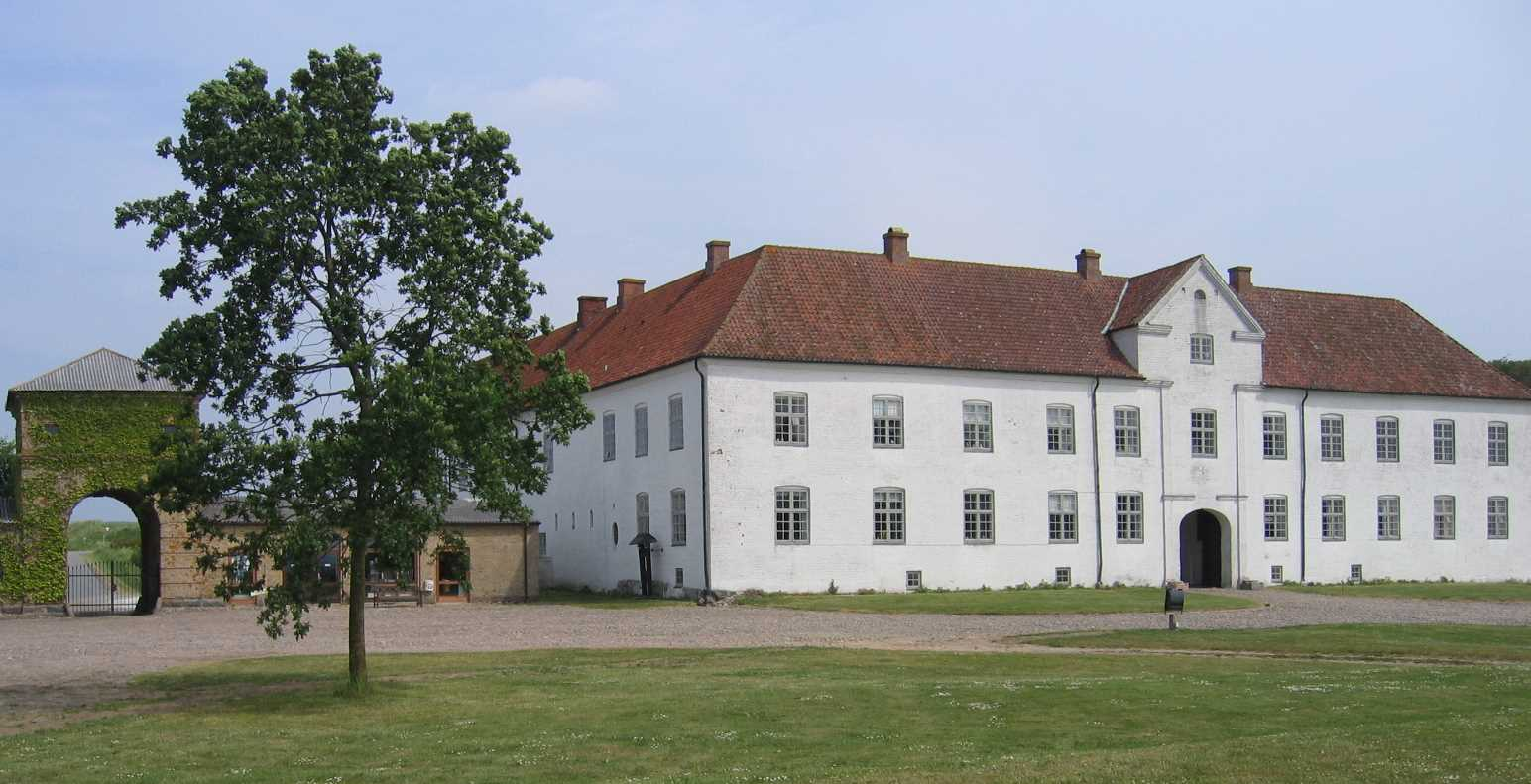
Klooster Børglum

Een van de kerken in de parochie is de Børglum Klosterkirke, de kerk verbonden met het Klooster Børglum dat in de middeleeuwen zetel van de bisschop van het latere bisdom Aalborg was.
Bistrup · Børglum · Em · Hæstrup · Harritslev · Jelstrup · Løkken-Furreby · Lyngby · Mårup · Rakkeby · Rubjerg · Sankt Catharinæ · Sankt Hans · Sankt Olai · Sejlstrup · Skallerup · Tårs · Vejby · Vennebjerg · Vrå · Vrejlev · Vrensted